# Simon Jenko
Simon Jenko (Podreča, 27 ottobre 1835 – Kranj, 18 ottobre 1869) è stato uno scrittore e poeta sloveno.

## Biografia
Jenko nacque in una famiglia contadina di umili origini.
Il percorso di studi di Jenko culminò con la frequentazione del ginnasio francescano a Novo mesto e dell'università a Vienna. Jenko, subito dopo il ginnasio, nel 1855, entrò nel seminario di Klagenfurt, dove restò per un anno, dopodiché decise di rinunciare a diventare sacerdote, e di trasferirsi invece a Vienna, dove lavorò come insegnante per mantenersi gli studi universitari in legge, filologia classica e storia.
Con il progredire degli studi in legge, Jenko trovò un lavoro dapprima presso uno studio notarile e successivamente presso uno studio di avvocati.
Jenko si avvicinò alla letteratura già durante gli studi scolastici prediligendo la lettura di autori come Heine, Lermontov, Byron, e all'età di trent'anni pubblicò il suo primo volume di poesie intitolato Pesmi ("Poesie", 1865). In precedenza le sue liriche erano comparse sulle riviste Vaje ("Esercizi"), Slovenska bčela ("Ape della Slovenia") e Slovenski glasnik ("Il messaggero sloveno").
Grazie all'aiuto dello zio Nikolaj, Jenko imparò la lingua italiana e francese.

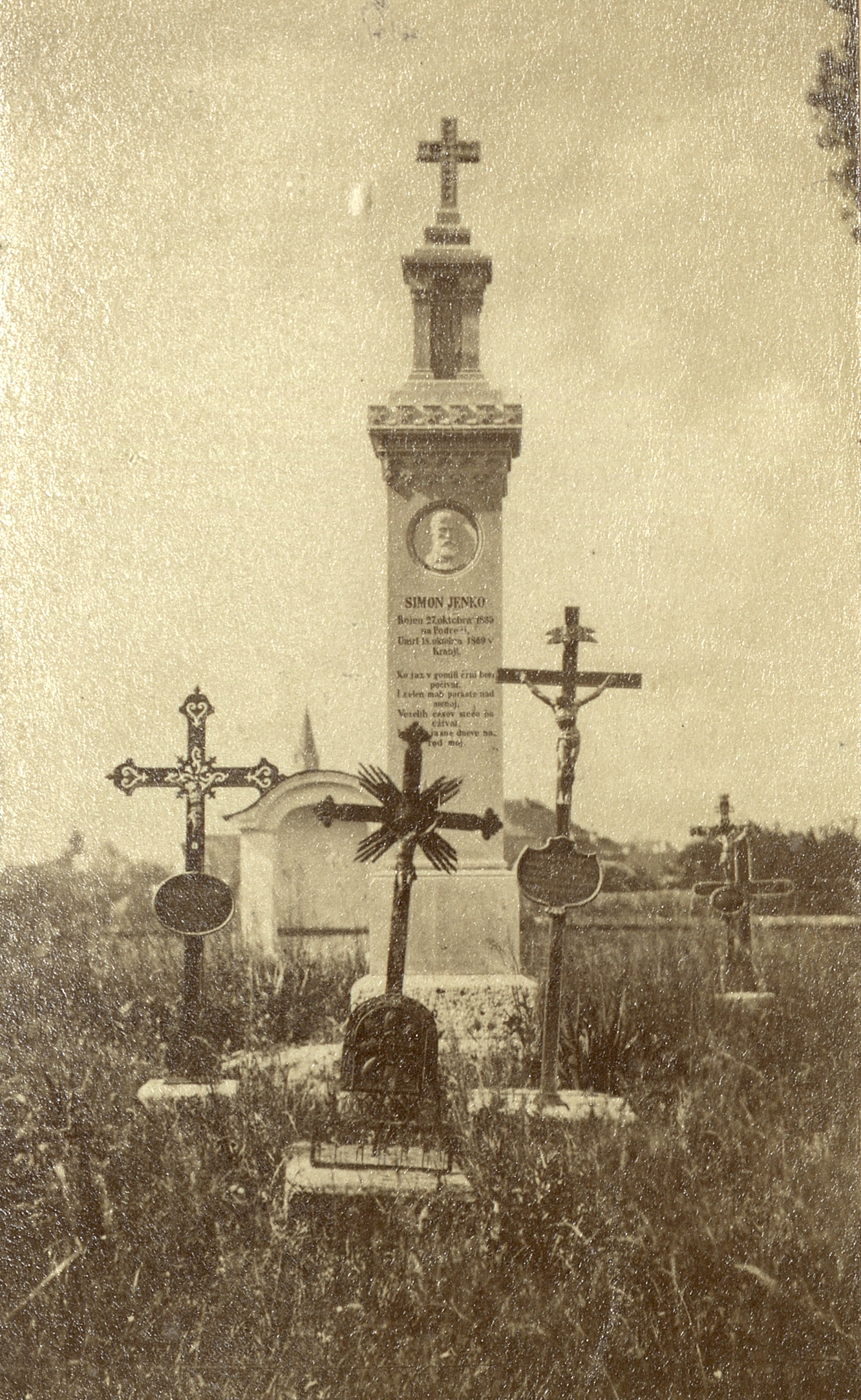
Tomba di Simon Jenko (1875)

Anche se Jenko non riscosse durante la sua breve esistenza molti consensi da parte del pubblico e della critica letteraria, viene ora considerato uno dei più importanti poeti sloveni del XIX secolo.
Jenko, pur scrivendo opere anche in prosa, fu principalmente un poeta che tradusse in lirica i suoi travagli interiori, la tristezza per la situazione politica difficile della Slovenia, gli slanci patriottici, l'entusiasmo per le bellezze della natura. Jenko, unendo un modo di scrivere realistico con temi romantici, sostenne sia la necessità di rinnovamenti sociali sia il bisogno di recuperare e conservare le tradizioni grazie a ballate e romanze folcloristiche, tra le quali si possono citare Zimski večer ("Sera d'inverno"), Knezov zet ("Il genero del principe") e Zaklad ("Il tesoro"). Tra le liriche patriottiche scritte da Jenko, le più significative furono Slovenska zgodovina ("Storia della Slovenia"), Samo ("Solo") e Adrijansko mare ("Adria").
Insieme ad un gruppo di poeti sloveni, tra i quali Simon Gregorčič, Jenko aderì ad un'ideologia politica progressista e nazionalista, non mancante di elementi panslavici.
Una delle caratteristiche che impreziosì le opere di Jenko risultò il continuo alternarsi di elementi, di stati d'animo, di umori contrastanti ed opposti, nell'ambito di una manifestazione espressiva fondamentalmente sincera e piena di umanità.
Jenko scrisse il testo del cosiddetto Inno dei Serbi, dei Croati e degli Sloveni (Himna Srba, Hrvata i Slovenaca), mentre la musica fu arrangiata dal fratello, Davorin Jenko.

## Il Premio Jenko
Il Premio Jenko viene assegnato ogni anno dall'Associazione di scrittori sloveni per la migliore collezione di poesie pubblicate nei due anni precedenti.